# Concerto pour piano no 2 de Tchaïkovski
Le Concerto pour piano no 2 en sol majeur, op. 44, de Piotr Ilitch Tchaïkovski fut composé de 1879 à 1880, publié en février 1881 et dédié à Nikolaï Rubinstein.

## Structure
Il est composé de trois mouvements et sa durée d'exécution demande environ quarante minutes.
1. Allegro brillante e molto vivace
2. Andante non troppo
3. Allegro con fuoco

## Orchestration
| Instrumentation du Concerto pour piano nº 2                                           |
| Bois                                                                                  |
| 2 flûtes, 2 hautbois, 2 clarinettes (en si bémol et la), 2 bassons                    |
| Cuivres                                                                               |
| 4 cors (en fa), 2 Trompettes (en ré)                                                  |
| Percussions                                                                           |
| timbales                                                                              |
| Cordes                                                                                |
| 1 piano soliste, premiers violons, seconds violons, altos, violoncelles, contrebasses |

## Histoire
Tchaïkovski a écrit trois concertos pour piano, le premier étant, de loin, le plus connu. Le second fut composé près de cinq ans après. Il est contemporain de quelques pièces symphoniques majeures du musicien, notamment de son Capriccio italien, de sa Sérénade pour cordes ou de son ouverture Ouverture solennelle 1812.
Son écriture s'étend sur près d'un an, débutant à Kamenka en Russie pour se poursuivre au cours d'un voyage à travers plusieurs villes d'Europe. Son dédicataire, Nikolaï Rubinstein, décédé brutalement en mars 1881, n'a pu jouer l'œuvre. 
La première représentation eut lieu à New York le 12 novembre 1881 avec la soliste Madeleine Schiller et dirigée par Theodore Thomas. La première représentation russe eut lieu à Moscou en mai 1882, dirigée par Anton Rubinstein avec Sergueï Taneïev, élève de Tchaïkovski, au piano. L'accueil ne fut pas aussi enthousiaste que le compositeur l’aurait voulu. La partition est remaniée en 1887-1888, puis au début des années 1890, plusieurs modifications ayant été conseillées par son élève Alexandre Ziloti, toutes n'étant pas du goût du musicien. Cette version n'a été publiée qu'à titre posthume en 1897.
L'exécution du concerto dure approximativement 43 minutes.
Il existe une version pour deux pianos de cette œuvre, écrite par Tchaïkovski et publiée en 1881.

## Ballet
La version abrégée du concerto par Alexandre Ziloti constitue la musique du ballet de Georges Balanchine, Ballet impérial.